# Federación de Fútbol de la República Kirguisa
La Federación de Fútbol de la República Kirguisa (en kirguiso: Кыргыз Республикасынын футбол федерациясы, Futbol'noy Federatsiyey Kirgizskoy Respubliki; FFKR) es el organismo rector del fútbol en Kirguistán, con sede en Biskek. Organiza el campeonato de Liga y de Copa de Kirguistán, así como los partidos de la selección nacional en sus distintas categorías. 
Fue fundada en 1992 y desde 1994 es miembro de la FIFA y la AFC. La federación controla, en total, las siguientes competiciones:
- Liga de fútbol de Kirguistán
- Segunda División de Kirguistán
- Copa de Kirguistán
- Supercopa de Kirguistán
- Liga de fútbol sala de Kirguistán
- Liga de fútbol femenino de Kirguistán
- Copa Ala-Too

## Presidentes
| Nombre             | Periodo       |
| ------------------ | ------------- |
| Amangeldi Muraliev | 1992-2008     |
| Aibek Alybaev      | 2009-presente |